# Сенково
Сенково (на руски: Сеньково) е село в Селивановски район на Владимирска област в Русия. Влиза в състава на Волосатовската селска община.

## География
Селото е разположено на 21 км югозападно от центъра на общината, селището Новий Бит, и на 22 км западно от районния център, работническото селище Красная Горбатка.

## История
Първите сведения за село Сенково в състава на Замаричката енория се намират в данъчните книги на Рязанската епархия от 1676 г. Според тях, в Сенково има едно служебно и 46 селски стопанства и 4 бобилски къщи.
В края на 19 век селото е център на Замаричка волост на Судогодски уезд, от началото на 20 век е в състава на Тучковска волост. През 1859 г. в селото има 41 стопанства, към 1905 г. – 52 къщи.
От 1929 г. селото влиза в състава на Скаловския селски съвет, а по-късно – в състава на Волосатовския селски съвет на Селивановски район.

## Население
| 1859 | 1905 | 2010 |
| ---- | ---- | ---- |
| 250  | 298  | 2    |